# Фріц Грюнайзен
Фріц Грюнайзен (нім. Fritz Grüneisen, 1900 — 13 липня 1970, Базель) — швейцарський футболіст, що грав на позиції воротаря. Відомий за виступами за  «Нордштерн» (Базель), а також національну збірну Швейцарії.

## Клубна кар'єра
На клубному рівні грав у складі команди «Нордштерн» (Базель). За цей час тричі був срібним призером чемпіонату Швейцарії в 1924, 1927 і 1928 роках. Півфіналіст Кубка Швейцарії 1927 року.

## Виступи за збірну
В складі національної збірної Швейцарії грав з 1929 по 1931 рік. Провів у її формі загалом 3 матчі. Був учасником футбольного турніру на Олімпійських іграх 1928 року у Амстердамі, де його збірна в першому ж матчі 1/8 фіналу поступилась Німеччині (0:4) . Грюнайзен залишився запасним у цьому матчі.